# Euskaltel-Euskadi/Saison 2023
Diese Liste beschreibt die Mannschaft und die Siege des Radsportteams Euskaltel-Euskadi in der Saison 2023.

## Mannschaft
| Teamkader 2023           | Teamkader 2023     | Teamkader 2023 | Teamkader 2023                         |
| Name                     | Geburtsdatum       | Land           | Vorheriges Team                        |
| ------------------------ | ------------------ | -------------- | -------------------------------------- |
| Enekoitz Azparren        | 5. Februar 2002    | Spanien        | Laboral Kutxa-Fundación Euskadi (2022) |
| Xabier Mikel Azparren    | 25. Februar 1999   | Spanien        | Laboral Kutxa-Fundación Euskadi (2020) |
| Ibai Azurmendi           | 11. Juni 1996      | Spanien        |                                        |
| Iker Ballarin            | 4. Mai 1997        | Spanien        |                                        |
| Xabier Berasategi        | 8. April 2000      | Spanien        | Laboral Kutxa-Fundación Euskadi (2022) |
| Mikel Bizkarra           | 21. August 1989    | Spanien        | Euskadi Basque Country-Murias (2019)   |
| Joan Bou                 | 16. Januar 1997    | Spanien        | Nippo-Vini Fantini-Faizanè (2019)      |
| Carlos Canal             | 28. Juni 2001      | Spanien        | Burgos-BH (2021)                       |
| Unai Cuadrado            | 26. September 1997 | Spanien        | Ampo-Goierriko TB (2018)               |
| Asier Etxeberria         | 19. Juli 1998      | Spanien        | Laboral Kutxa-Fundación Euskadi (2021) |
| Peio Goikoetxea          | 14. Februar 1992   | Spanien        | Manzana Postobón (2016)                |
| Unai Iribar              | 12. Juni 1999      | Spanien        | Laboral Kutxa-Fundación Euskadi (2021) |
| Xabier Isasa             | 24. August 2001    | Spanien        |                                        |
| Mikel Iturria            | 16. März 1992      | Spanien        | Euskadi Basque Country-Murias (2019)   |
| Txomin Juaristi          | 20. Juli 1995      | Spanien        | Café Baqué-Conservas Campos (2017)     |
| Juan José Lobato         | 30. Dezember 1988  | Spanien        | Nippo-Vini Fantini-Faizanè (2019)      |
| Andoni López de Abetxuko | 3. August 1999     | Spanien        | Caja Rural-Seguros RGA (2022)          |
| Gotzon Martín            | 15. Februar 1996   | Spanien        |                                        |
| Luis Ángel Maté          | 23. März 1984      | Spanien        | Cofidis (2020)                         |
| Antonio Jesús Soto       | 22. September 1994 | Spanien        | Lizarte (2018)                         |
|                          |                    |                |                                        |
| Quelle: ProCyclingStats  |                    |                |                                        |

## Siege
| Siege    | Siege                          | Siege    | Siege  | Siege           | Siege |
| Datum    | Rennen                         | Staat    | Klasse | Sieger          |       |
| -------- | ------------------------------ | -------- | ------ | --------------- | ----- |
| 15. Aug. | Portugal-Rundfahrt, 6. Etappe  | Portugal | 2.1    | Luis Ángel Maté |       |
| 20. Aug. | Portugal-Rundfahrt, 10. Etappe | Portugal | 2.1    | Txomin Juaristi |       |

## UCI-Weltranglisten-Platzierungen
| UCI-Ranking | UCI-Ranking              | UCI-Ranking | UCI-Ranking |
| Fahrer      | Fahrer                   | Land        | Punkte      |
| ----------- | ------------------------ | ----------- | ----------- |
| 405.        | Carlos Canal             | Spanien     | 216 P.      |
| 420.        | Joan Bou                 | Spanien     | 207 P.      |
| 464.        | Gotzon Martín            | Spanien     | 188 P.      |
| 532.        | Mikel Bizkarra           | Spanien     | 153 P.      |
| 554.        | Txomin Juaristi          | Spanien     | 145 P.      |
| 698.        | Xabier Mikel Azparren    | Spanien     | 106 P.      |
| 780.        | Luis Ángel Maté          | Spanien     | 91 P.       |
| 857.        | Xabier Berasategi        | Spanien     | 79 P.       |
| 1178.       | Unai Iribar              | Spanien     | 47 P.       |
| 1199.       | Mikel Iturria            | Spanien     | 45 P.       |
| 1444.       | Enekoitz Azparren        | Spanien     | 31 P.       |
| 1546.       | Ibai Azurmendi           | Spanien     | 29 P.       |
| 1703.       | Andoni López de Abetxuko | Spanien     | 23 P.       |
| 2498.       | Xabier Isasa             | Spanien     | 5 P.        |
| 2765.       | Asier Etxeberria         | Spanien     | 3 P.        |